# Гай Атилий Серан (консул 120 г.)
Вижте пояснителната страница за други личности с името Гай Атилий Серан.
Гай Атилий Серан (на латински: Gaius Atilius Serranus) е политик и сенатор на Римската империя от 2 век.

## Биография
Произлиза от фамилията Атилии.
През 120 г. той е суфектконсул заедно с Гай Карминий Гал.